# Constantin Meunier
Constantin Meunier (12. dubna 1831 – 4. dubna 1905) byl belgický malíř a sochař, jehož důležitým příspěvkem modernímu umění je uvedení průmyslového dělníka, dokaře a horníka jako symbolu modernity. Jeho dílo je reflexí průmyslového, sociálního a politického vývoje a vášnivým, angažovaným znázorněním člověka a světa.

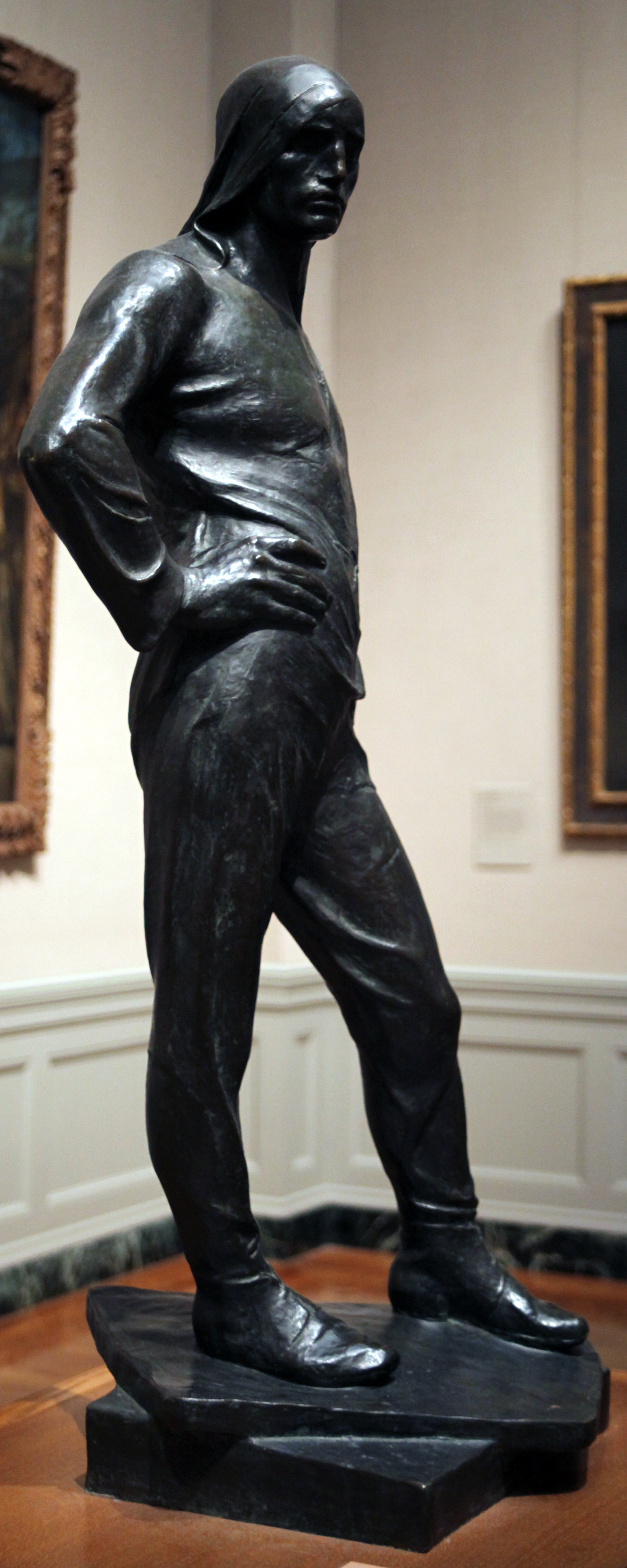
Constantin Meunier: Dělník v docích, 1885, odlito 1905, Museum of Fine Arts Boston

Constantin Meunier vystudoval Akademii v Bruselu a byl tři roky pomocníkem sochaře Charlese Augusta Fraikina. Roku 1868 založil s dalšími belgickými avantgardisty skupinu Société Libre des Beaux-Arts, kam patřili také Charles De Groux a Félicien Rops. Vystavoval v ženevském Salonu (1880) a roku 1896 měl velký úspěch v Paříži. V letech 1887–1896 byl profesorem lovaňské Akademie. Byl zednářem a patřil k lóži Les Amis Philanthropes v Bruselu.